# Malik Willis
Malik Willis (Atlanta, 25 maggio 1999) è un giocatore di football americano statunitense che milita nel ruolo di quarterback per i Green Bay Packers della National Football League (NFL).

## Carriera universitaria

### Auburn
Willis trascorse le stagioni 2017 e 2018 con gli Auburn Tigers, disputando 15 partite. Durante quei due anni completò 11 passaggi su 14 per 69 yard e un touchdown e corse per 309 yard e 2 touchdown.

### Liberty
Willis si trasferì alla Liberty University nel 2019 per giocare con i Flames, venendo costretto a saltare l'intera stagione per le regole sui trasferimenti. Nel 2020 fu nominato quarterback titolare della squadra. Contro Southern Mississippi, Willis lanciò sei touchdown e ne segnò un altro su corsa. A fine stagione vinse il Dudley Award, assegnato al miglior giocatore di college football dello stato della Virginia. Nel 2021 ebbe un record di 8-5 come titolare, con 2.857 yard passate, 27 touchdown e 12 intercetti, oltre a 13 marcature segnate su corsa.

## Carriera professionistica

### Tennessee Titans
Willis era considerato da diverse pubblicazioni come una delle prime scelte nel Draft NFL 2022. Malgrado ciò scese fino al terzo giro, quando fu scelto come 86º assoluto dai Tennessee Titans. Debuttò come professionista subentrando a Ryan Tannehill nell'ultimo quarto della partita del secondo turno contro i Buffalo Bills a risultato ormai compromesso, completando un passaggio su quattro e commettendo un fumble.
Willis fu nominato titolare nella settimana 8 contro i Texans, al posto dell'influenzato Tannehill. Nella prima gara in carriera da partente completó 6 passaggi su 10 per 55 yard e un intercetto nella vittoria per 17-10. La settimana seguente, nuovamente partito come titolare contro i Chiefs, completó 5 passaggi su 16 per 80 yard nella sconfitta per 20-17 ai tempi supplementari. Tornó a partire dall'inizio nel sedicesimo turno, sempre a causa di un infortunio di Tannehill, passando 99 yard, 2 intercetti e segnando il suo primo touchdown su corsa nella sconfitta contro i deboli Texans che in quel momento avevano il peggior record della lega. La sua annata si chiuse con 276 yard passate, nessun touchdown passato e 3 intercetti in 8 presenze, 3 delle quali come titolare.
Nel Draft 2023 i Titans scelsero nel secondo giro il quarterback Will Levis ma fu Willis a subentrare al titolare Tannehill quando questi si infortunò nella gara del sesto turno. In quella partita completò 4 passaggi su 5 per 80 yard nella sconfitta a Londra contro i Baltimore Ravens.

### Green Bay Packers

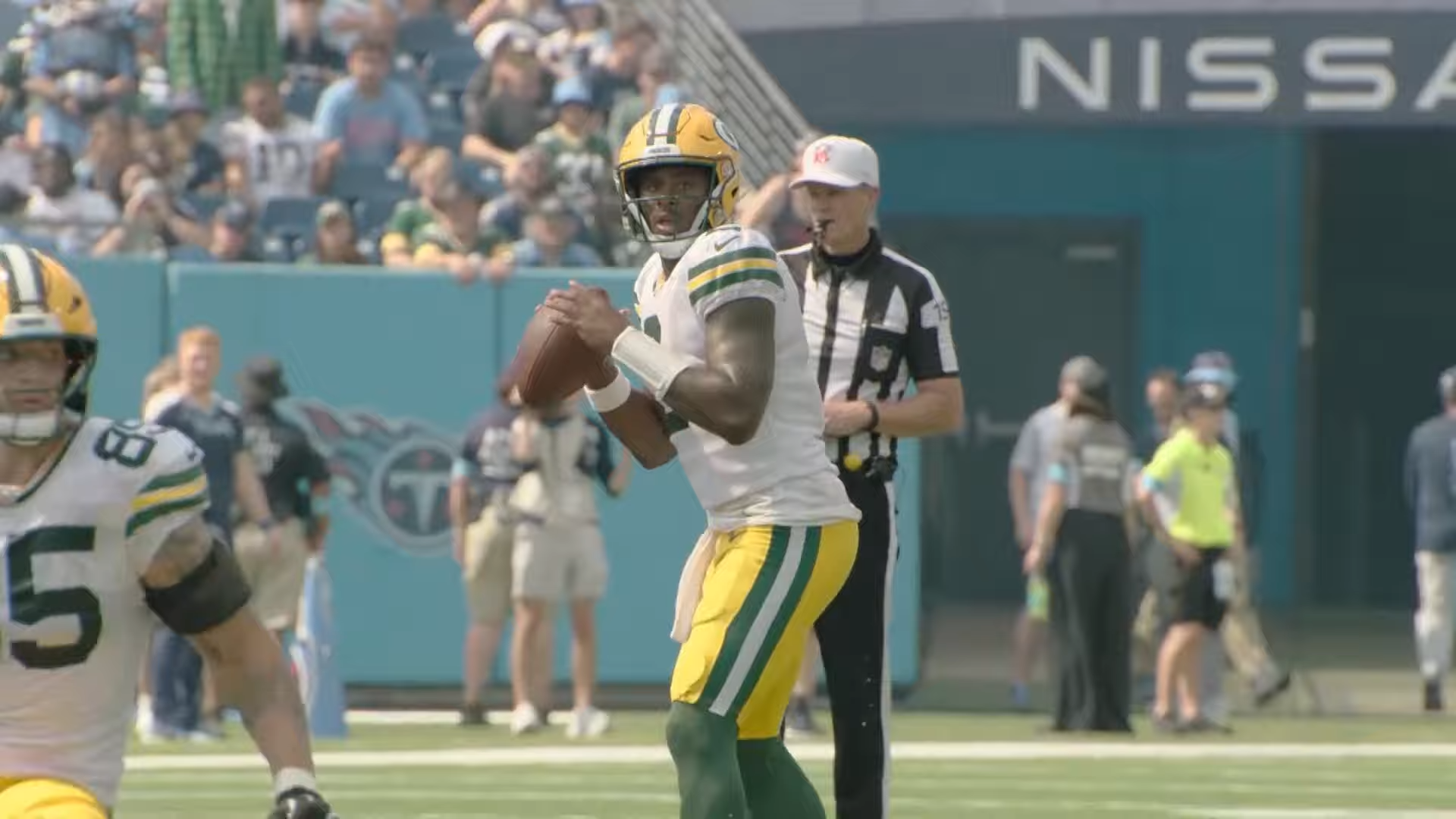
Willis nel 2024 contro i Titans

Il 26 agosto 2024 Willis fu scambiato con i Green Bay Packers per una scelta del settimo giro. Dopo che Jordan Love si infortunò nel primo turno, fu nominato titolare per la seconda gara della stagione. In quella partita i Packers adottarono una tattica conservativa, con Willis che completò 12 dei 14 passaggi tentati, per 122 yard e un touchdown, nella vittoria sugli Indianapolis Colts per 16-10. La settimana successiva Willis si vendicò dei suoi ex Titans completando 3 passaggi da almeno 30 yard e chiudendo con 202 yard passate, un touchdown passato e uno su corsa nella vittoria per 30-14. In quella partita ebbe più yard corse nel primo tempo (73) di quante ne abbia corse qualsiasi altro quarterback dei Packers in una intera partita dal 1990. Il ristabilito Love tornó titolare la settimana successiva ma si infortunò nuovamente all'inguine nell'ottavo turno contro i Jacksonville Jaguars e Willis gli subentrò in corso d'opera, correndo 4 volte per 23 yard e completando 4 passaggi su 5 per 56 yard e un touchdown nella vittoria.